# Squash-Weltmeisterschaften im Doppel und Mixed 2019
Die 6. Squash-Weltmeisterschaften im Doppel und Mixed (offiziell: WSF World Doubles Squash Championships) der Herren und Damen fanden vom 17. bis 21. Juni 2019 in Gold Coast in Australien statt. Im Rahmen der Weltmeisterschaften wurden Konkurrenzen im Herrendoppel, Damendoppel und im Mixed gespielt. Austragungsort war das Carrara Squash Centre.
Es traten insgesamt acht Nationalmannschaften an, die zusammen 22 Teams stellten: Zehn bei den Herren, fünf bei den Damen und sieben im Mixed.

## Herrendoppel

### Setzliste
| Nr. | Paarung                             | Erreichte Runde |
| --- | ----------------------------------- | --------------- |
| 01. | Ryan Cuskelly Cameron Pilley        | Sieg            |
| 02. | Zac Alexander Rex Hedrick           | Finale          |
| 03. | Andrés Herrera Juan Vargas          | Halbfinale      |
| 04. | Nicholas Calvert Thomas Calvert     | Gruppenphase    |
| 05. | Christo Potgieter Jean-Pierre Brits | Halbfinale      |

| Nr. | Paarung                       | Erreichte Runde |
| --- | ----------------------------- | --------------- |
| 06. | Darren Chan Bryan Lim         | Gruppenphase    |
| 07. | Bradley Hindle Kijan Sultana  | Gruppenphase    |
| 08. | Madison Eggert Thomas King    | Gruppenphase    |
| 09. | Robert Garcia David Pelino    | Gruppenphase    |
| 10. | Ravindu Laksiri Shamil Wakeel | Gruppenphase    |

## Damendoppel

### Setzliste
| Nr. | Paarung                         | Erreichte Runde |
| --- | ------------------------------- | --------------- |
| 01. | Donna Lobban Christine Nunn     | Sieg            |
| 02. | Sarah Cardwell Jessica Turnbull | Finale          |
| 03. | Laura Tovar María Tovar         | Gruppenphase    |
| 04. | Taylor Flavell Selena Shaikh    | Gruppenphase    |
| 05. | Jemyca Aribado Aysah Dalida     | Gruppenphase    |

## Mixed

### Setzliste
| Nr. | Paarung                        | Erreichte Runde |
| --- | ------------------------------ | --------------- |
| 01. | Donna Lobban Cameron Pilley    | Sieg            |
| 02. | Catalina Peláez Matías Knudsen | Halbfinale      |
| 03. | Alex Haydon Zac Alexander      | Halbfinale      |
| 04. | Christine Nunn Ethan Eyles     | Finale          |
| 05. | Jemyca Aribado Robert Garcia   | Gruppenphase    |
| 06. | Colette Sultana Kijan Sultana  | Gruppenphase    |
| 07. | Aysah Dalida Reymark Begornia  | Gruppenphase    |